# Cupanoscelis serrana
Cupanoscelis serrana är en skalbaggsart som beskrevs av Martins och Maria Helena M. Galileo 1999. Cupanoscelis serrana ingår i släktet Cupanoscelis och familjen långhorningar. Inga underarter finns listade i Catalogue of Life.